# BBC Sessions (Cream)
BBC Sessions è un album live dei Cream pubblicato nel 2003 e contiene 22 tracce e 4 interviste registrate live alla BBC studio in Londra. Tra il 21 ottobre 1966 e 9 gennaio 1968, i Cream registrarono 8 sessioni per la BBC radio network, sono state selezionate e poste in ordine cronologico in un unico CD con la relativa data di registrazione e di trasmissione dalle varie radio della BBC dell'epoca.
Le uniche versioni di "Steppin' Out" e "Lawdy Mama" sono state pubblicate nel box set di Eric Clapton Crossroads del 1988.

## Lista tracce
1. "Sweet Wine" (Baker, Godfrey) – 3:27
2. Eric Clapton Interview – 0:54
3. "Wrapping Paper" (Bruce, Brown) – 2:29
4. "Rollin' and Tumblin'" (Waters) – 3:02
5. "Steppin' Out" (Bracken) – 1:50
6. "Crossroads" (Johnson, arr. Clapton) – 1:53
7. "Cat's Squirrel" (Traditional, arr. S. Splurge) – 3:38
8. "Traintime" (Bruce) – 2:50
9. "I'm So Glad" (James) – 4:22
10. "Lawdy Mama" (Traditional, arr. Clapton) – 1:53
11. Eric Clapton Interview 2 – 0:48
12. "I Feel Free" (Bruce, Brown) – 2:54
13. "N.S.U." (Bruce) – 2:55
14. "Four Until Late" (Johnson, arr. Clapton) – 1:55
15. "Strange Brew" (Clapton, Pappalardi, Collins) – 3:00
16. Eric Clapton Interview 3 – 0:44
17. "Tales of Brave Ulysses" (Clapton, Sharp) – 2:55
18. "We're Going Wrong" (Bruce) – 3:25
19. Eric Clapton Interview 4 – 0:37
20. "Born Under a Bad Sign" (Jones, William Bell) – 3:03
21. "Outside Woman Blues" (Reynolds) – 3:18
22. "Take It Back" (Bruce, Brown) – 2:17
23. "Sunshine Of Your Love" (Clapton, Bruce, Brown) – 4:08
24. "Politician" (Bruce, Brown) – 3:59
25. "SWLABR" (Bruce, Brown) – 2:32
26. "Steppin' Out" (Bracken) – 3:37

### Dettagli di registrazione e trasmissione
Tracce 1-5 registrate 8 novembre, 1966 at the BBC Playhouse Theatre, London.
Broadcast on Saturday Club, BBC Light Programme, 11 novembre, 1966.
Traccia 6 registrate 28 novembre, 1966 at Aeolian 2, London.
Broadcast on Guitar Club, BBC Home Service, 30 dicembre, 1966.
Tracce 7-10 registrate 9 dicembre, 1966 at Maida Vale 4, London.
Broadcast on Rhythm & Blues, BBC World Service, 9 gennaio, 1967.
Tracce 11-14 registrate 10 gennaio, 1967 at the BBC Playhouse Theatre, London.
Broadcast on Saturday Club, BBC Light Programme, 14 gennaio, 1967.
Tracce 15-18 registrate 30 maggio, 1967 at the BBC Playhouse Theatre, London.
Broadcast on Saturday Club, BBC Light Programme, 3 giugno, 1967.
Tracce 19-23 registrate 24 ottobre, 1967 at Aeolian 2, London.
Broadcast on Top Gear, BBC Radio 1, 29 ottobre, 1967.
Tracce 24-26 registrate 9 gennaio, 1968 at Aeolian 2, London.
Broadcast on Top Gear, BBC Radio 1, 14 gennaio, 1968.
Questa collezione non include il materiale registrato durante la prima sessione alla BBC, registrata il 21 ottobre 1966 Maida Vale 4, e trasmesso da Band Beat, BBC World Service il 21 novembre 1966.

## Formazione
- Eric Clapton - chitarra solista, chitarra acustica, voce, coro
- Jack Bruce - basso, armonica, voce, coro
- Ginger Baker - batteria, percussioni, voce